# Sant Miquel de Balansat
Sant Miquel de Balansat és una població del municipi eivissenc de Sant Joan de Labritja, situada al nord-est de l'illa. És la parròquia més populosa del municipi, amb 1.809 habitants (2009), denominats miquelers/miqueleres. La població, disseminada, compta amb diversos nuclis urbans: Sant Miquel, Port de Sant Miquel (vénda on hi ha l'església) i es Pla Roig.
Hi destaca l'església de Sant Miquel, alçada sobre un turó, que rep el malnom de Puig de Missa. És del segle xiv, tot esdevenint un dels temples més antics de l'illa. Posteriorment, al XVI, es va alçar una nau central, completada amb dos capelles (la de Rubió i la de Benirràs), a finals del segle xvii, on destaquen les pintures al fresc de motius florals i religiosos.
Al nord hi ha el nucli des Port de Sant Miquel, que recau sobre una estreta i espectacular badia sobre la Mediterrània. En aquest indret també hi destaca la Cova de Can Marçà, antic refugi de contrabandistes.
A la vénda de Benirràs el puig Es Pujolots assoleix 195 metres sobre el nivell de la mar.
A la ciutat destaca l'equip de futbol Societat Esportiva Penya Independent, que l'any 2023 ascendí a Segona Federació, quarta categoria del futbol espanyol.